# Stazione di Cantù-Cermenate
Stazione di Cantù-Cermenate vasútállomás Olaszországban, Lombardia régióban, mely Cantù és Cermenate településeket szolgálja ki.

## Vasútvonalak
Az állomást az alábbi vasútvonalak érintik:
- Chiasso–Milánó-vasútvonal

## Kapcsolódó állomások
A vasútállomáshoz az alábbi állomások vannak a legközelebb:
- Stazione di Cucciago (Chiasso vasútállomás, Chiasso–Milánó-vasútvonal, S11)
- Stazione di Carimate (stazione di Milano Porta Garibaldi superficie, Stazione di Milano Centrale, Stazione di Rho, Chiasso–Milánó-vasútvonal, S11)